# Napięcie sieciowe
Napięcie sieciowe – napięcie elektryczne występujące w sieci niskiego napięcia danego kraju. Napięcie sieciowe ma przebieg sinusoidalny i w zależności od kraju: częstotliwość 50 lub 60 Hz i napięcie od 100 do 240 V (w Polsce 230 V / 50 Hz – określa to Polska Norma PN-IEC 60038). Większość urządzeń powszechnego użytku jest zasilana z wykorzystaniem napięcia sieciowego lub napięciem przetworzonym z napięcia sieciowego, przy użyciu przekształtników napięcia.
Należy zaznaczyć, że wartość 230 V to wartość skuteczna (RMS) napięcia przemiennego. Przy 230 V, maksymalna wartość (amplituda) napięcia sieciowego wynosi 230 V · √2 ≈ 230 V · (1,41) ≈ 325 V, zaś wartość skuteczna napięcia międzyfazowego 230 V · √3 ≈ 230 V · (1,73) ≈ 398 V ≈ 400 V. Wartość szczytowa napięcia międzyfazowego wynosi 230 V · √2 · √3 ≈ 563 V.
Dopuszczalne odchylenia wynoszą obecnie ±10% z 230 V, czyli od 207 do 253 V dla 95% średnich wartości 10-minutowych okresów ze zbioru tygodniowego, co oznacza, że w ciągu tygodnia 5% średnich wartości 10-minutowych może wykraczać poza powyższy zakres.
Dokładne parametry napięcia sieciowego określają obecnie odpowiednie Rozporządzenia: 
- "Rozporządzenie Ministra Klimatu i Środowiska z dnia 22 marca 2023 r. w sprawie szczegółowych warunków funkcjonowania systemu elektroenergetycznego" (Dz.U. z  2025 r. poz.  919, weszło w życie 13 maja 2023 r.), w § 45 określa m.in. (Ust. 7.) "Napięcie znamionowe sieci niskiego napięcia odpowiada wartości 230/400 V." Wcześniej obowiązywało:
- "Rozporządzenie Ministra Gospodarki z dnia 4 maja 2007 r. w sprawie szczegółowych warunków funkcjonowania systemu elektroenergetycznego" (Dz.U. z  2007 r. nr  93, poz. 623, weszło w życie 13 czerwca 2007 r.), które w § 38 określało parametry analogicznie (230/400 V), przy czym w § 46 wyznaczało sytuacje przejściowe: "Do dnia 31 grudnia 2008 r. dopuszcza się, aby wartość napięcia w sieci niskiego napięcia zasilającego mieściła się w przedziale 230/400 V +6 % / –10 %, a od dnia 1 stycznia 2009 r. 230/400 V +10 % / –10 %." Rozporządzenie powyższe uchyliło wcześniej obowiązujące:
- "Rozporządzenie Ministra Gospodarki i Pracy z dnia 20 grudnia 2004 r. w sprawie szczegółowych warunków przyłączenia podmiotów do sieci elektroenergetycznych, ruchu i eksploatacji tych sieci" (Dz.U. z  2005 r. nr  2, poz. 6, weszło w życie 21 stycznia 2005 r.), które w § 34 również określało parametry jw. (230/400 V) oraz w ramach przepisów przejściowych, w § 41 zapis analogiczny jak powyższe Rozporządzenie z 2007 r.
- "Rozporządzenie Ministra Gospodarki z dnia 25 września 2000 r. w sprawie szczegółowych warunków przyłączenia podmiotów do sieci elektroenergetycznych, obrotu energią elektryczną, świadczenia usług przesyłowych, ruchu sieciowego i eksploatacji sieci oraz standardów jakościowych obsługi odbiorców." (Dz.U. z  2000 r. nr  85, poz. 957, weszło w życie 28 września 2000 r., uchylone 1 stycznia 2004 r.), które określało standardy jakościowe w § 32 i nast., jednak bez określenia napięcia sieci niskiego napięcia.